# Люцерна древовидная
Люцерна древовидная (лат. Medicago arborea) — вид двудольных растений рода Люцерна (Medicago) семейства Бобовые (Fabaceae). Впервые описана шведским систематиком Карлом Линнеем в 1753 году.

## Распространение
Естественный ареал — Албания, Испания (включая Балеарские острова), Греция (включая Крит), Италия, Монако, Турция. Занесена во Францию, на Мальту, в Португалию, а также в Эфиопию, Южную Африку, Китай, Австралию (штаты Квинсленд, Тасмания) и Новую Зеландию. Имеются неподтверждённые данные о произрастании растения на территории Алжира.
Растёт на скалистых склонах, среди других кустарников. Предпочитает сухие и каменистые места.

## Ботаническое описание

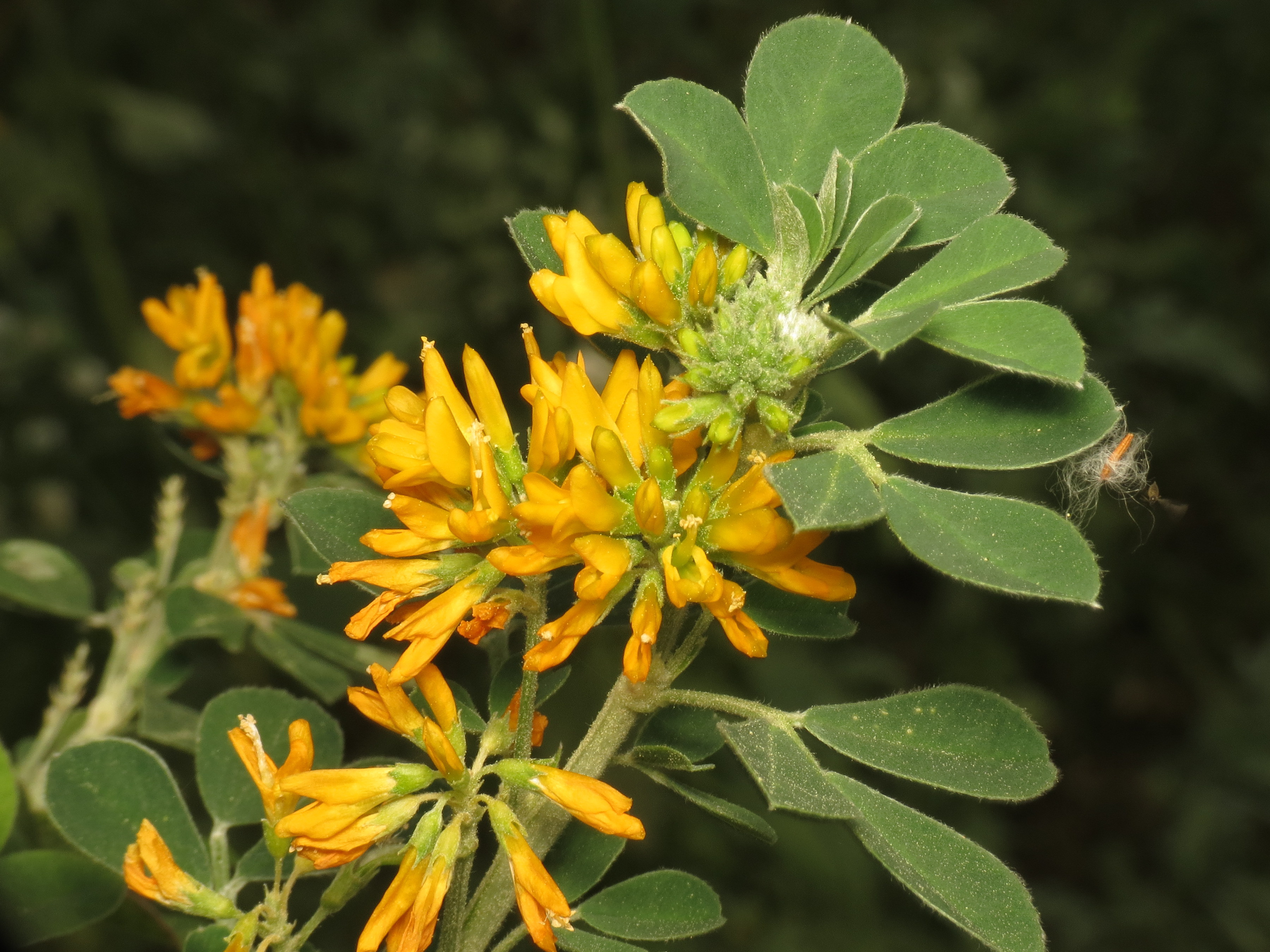
Соцветия и листья люцерны древовидной

Многолетний вечнозелёный кустарник высотой до 2 м, хамефит.
Молодые ветви покрыты беловатым опушением.
Листья обратнояйцевидные или продолговатые, зубчатые по краям.
Цветки жёлто-оранжевого цвета, собраны в плотное соцветие.
Цветёт с марта по май, иногда до июля.

## Значение
В качестве кормового растения люцерну древовидную использовали ещё во времена римлян и древних греков. Используют её и в качестве технического растения. Кроме того, растение выращивают в качестве декоративного, причём это единственный вид люцерн, выращиваемый для этой цели.
В Греции листья употребляются в пищу в салатах (как правило собираются листья хорошо растущих растений).

## Синонимы
Синонимичные названия:
- Medicago arborea var. citrina Font Quer
- Medicago arborea subsp. citrina (Font Quer) O.Bolos & Vigo
- Medicago arborescens C.Presl
- Medicago citrina (Font Quer) Greuter
- Rhodusia arborea (L.) Vassilcz.
- Trigonella arborea (L.) Vassilcz.